# Francisco Durini

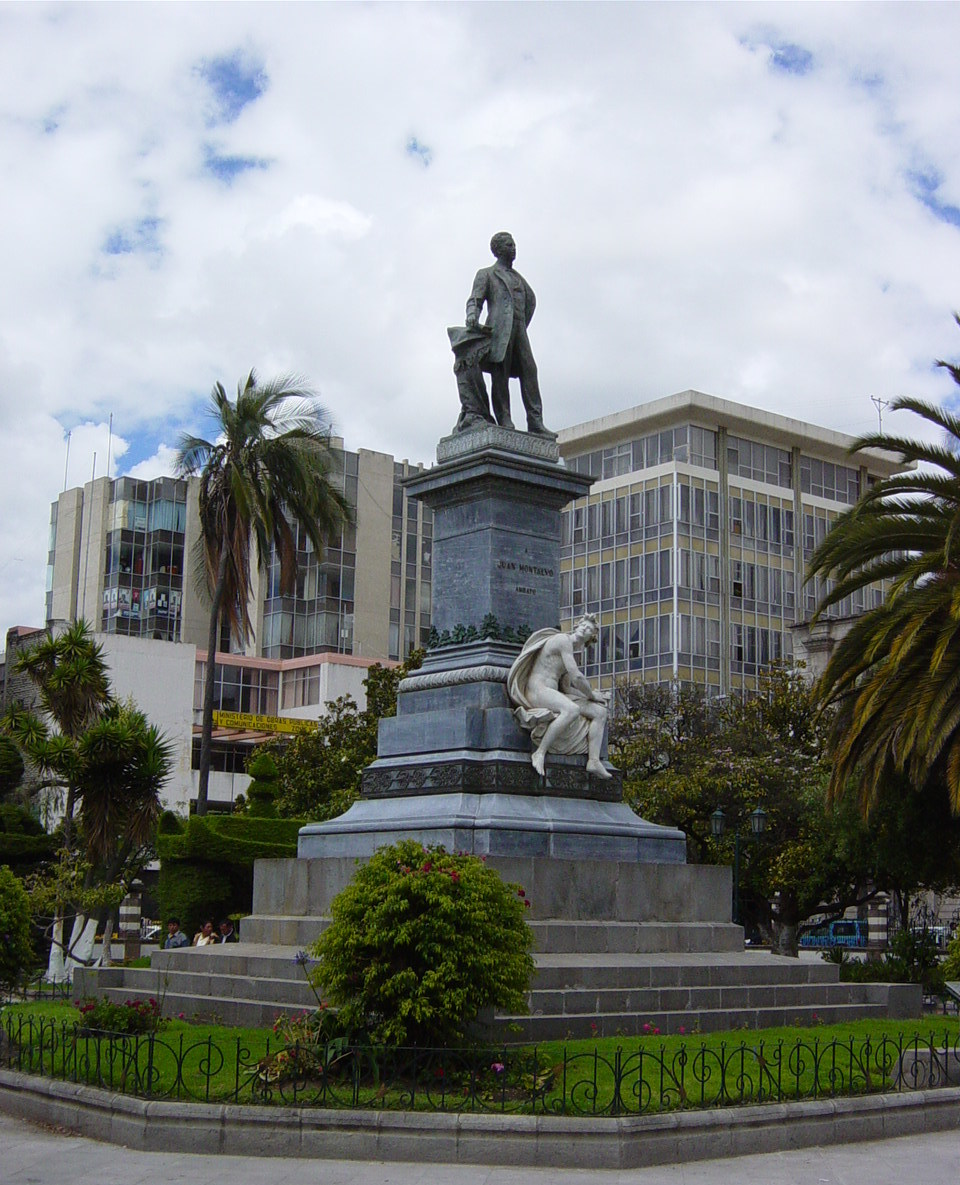
Monumento a Juan Montalvo, Ambato (1905).

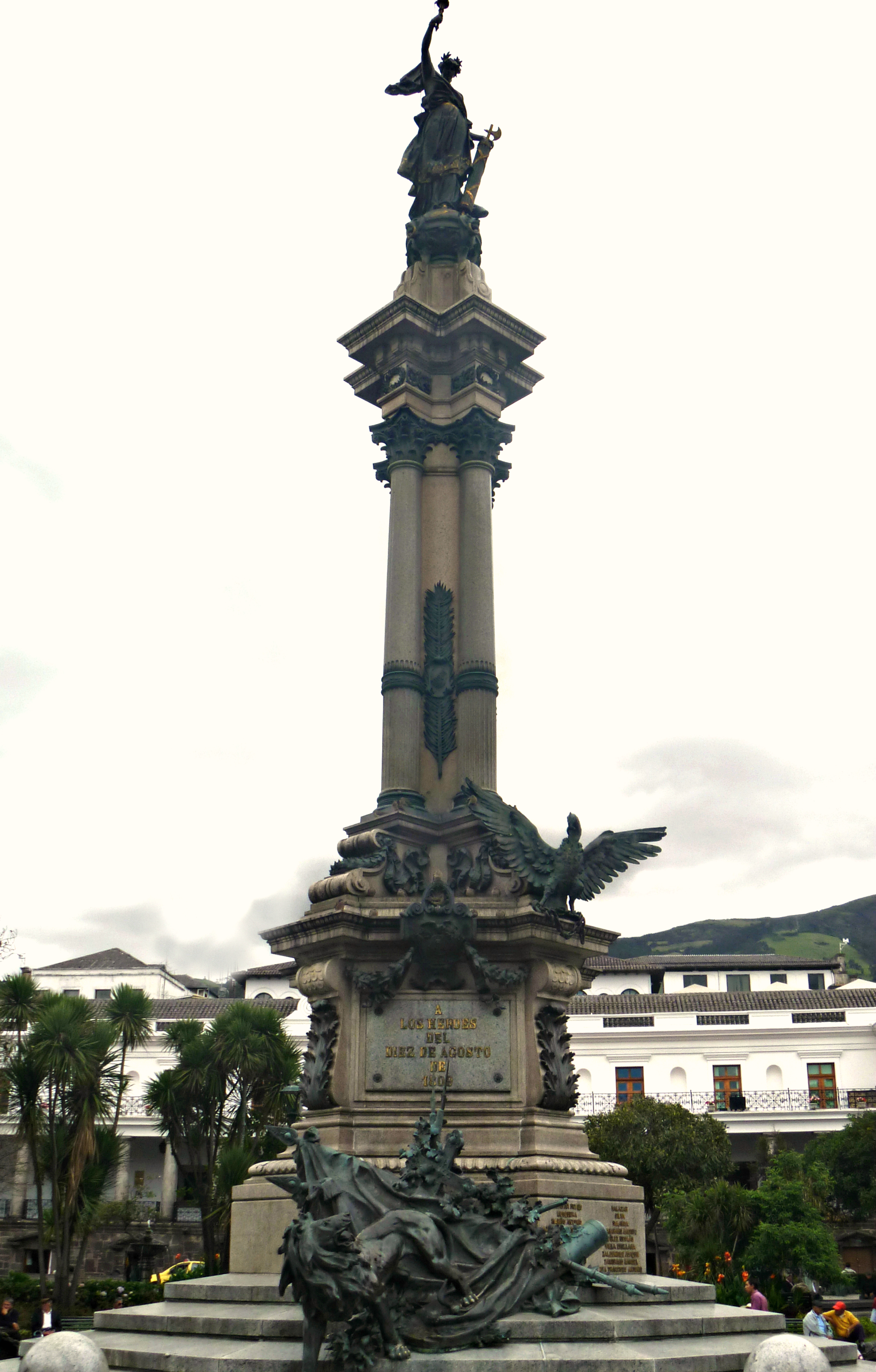
Monumento a la Independencia, Quito (1906).

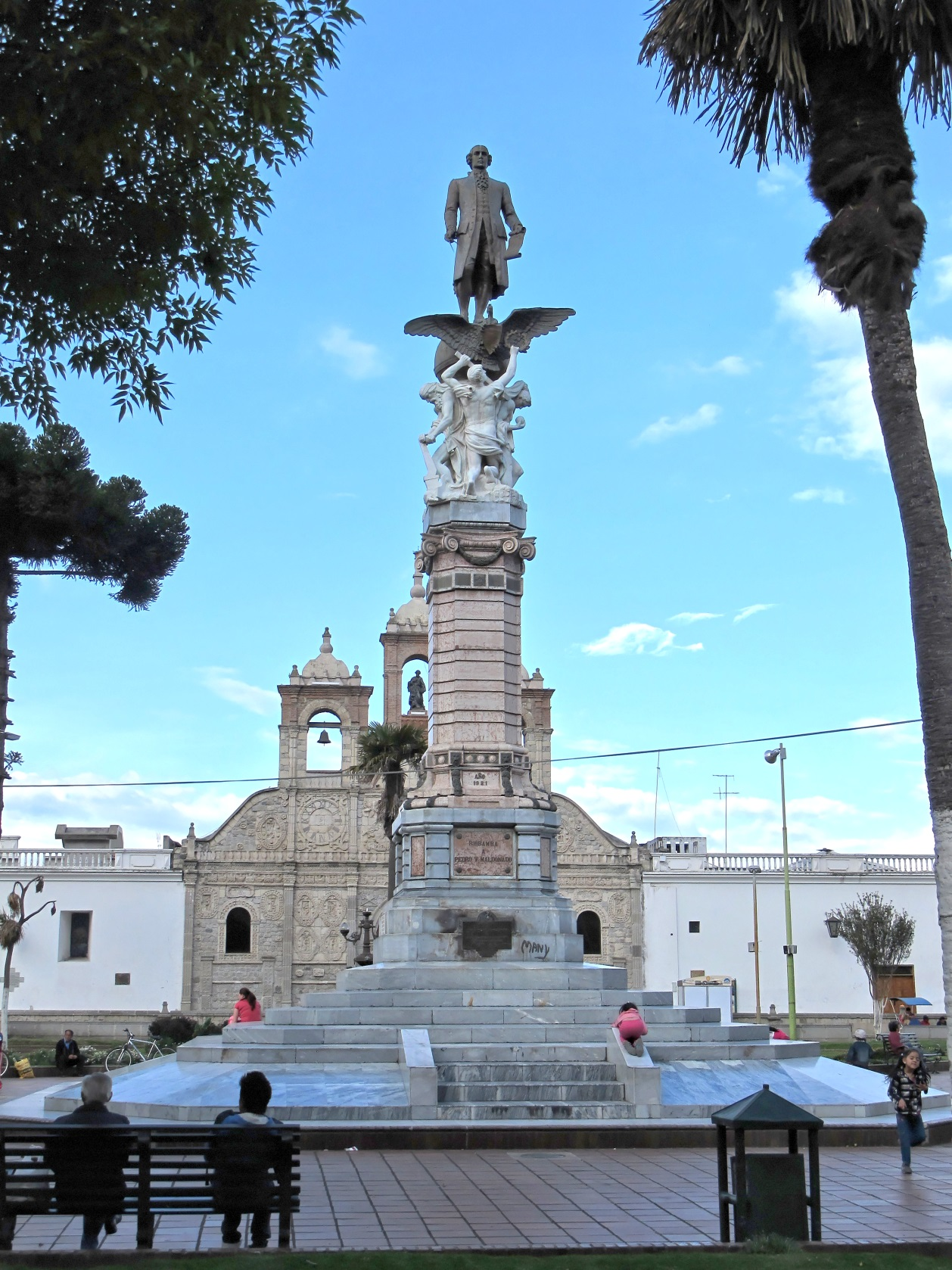
Monumento a Pedro Vicente Maldonado, Riobamba (1911).

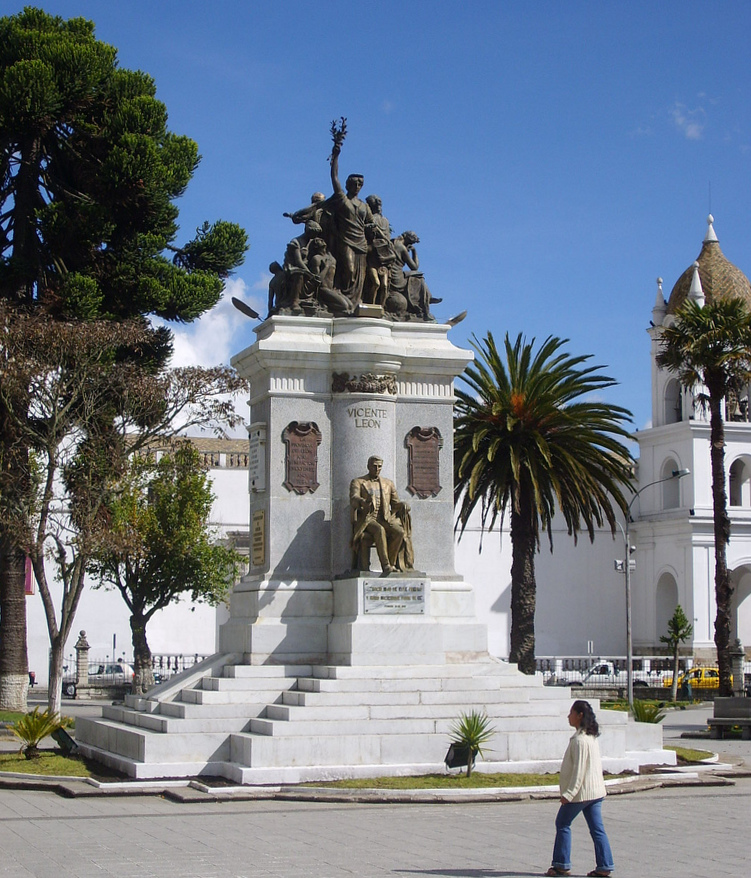
Monumento a Vicente León, Latacunga (1920).

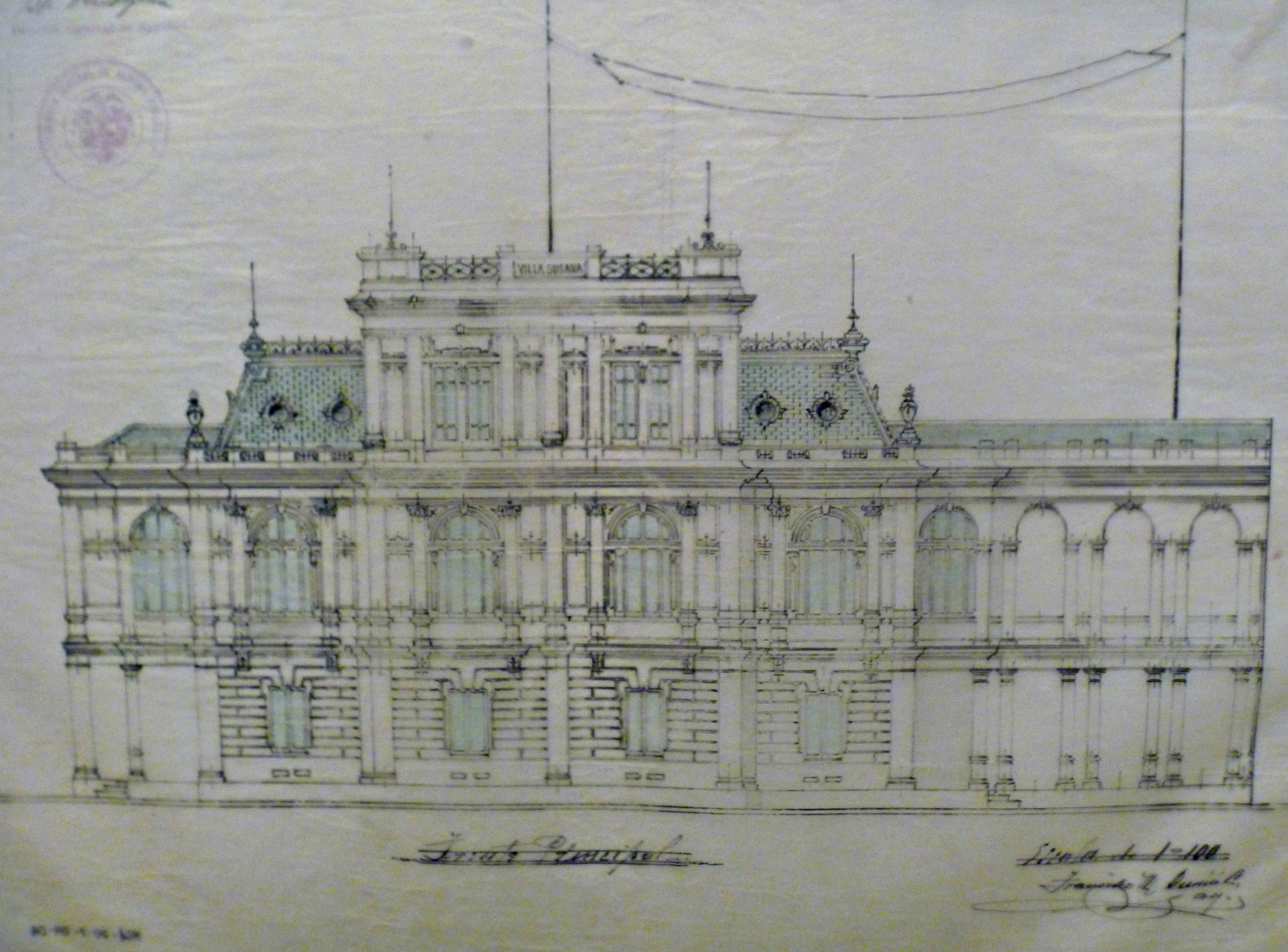
Dibujo del proyecto del Palacio de Najas, Quito (1923).

Francisco Manuel Durini Cáceres fue un arquitecto y escultor italo-suizo que desarrolló la mayor parte de su carrera en la ciudad de Quito (Ecuador), en la que adquirió gran prestigio profesional. Muchas de sus obras y las de su familia (padre, tío y hermano) se pueden apreciar hasta el día de hoy, no solo en la capital ecuatoriana, sino también en otras ciudades del país. Sus estilos arquitectónicos favoritos eran el historicista y el ecléctico, en los que diseñó la gran mayoría de sus edificios.

## Biografía
Nació el 19 de enero de 1880 en la localidad suiza de Trémona, siendo hijo legítimo del arquitecto Lorenzo Durini Vasalli (suizo) y de Juana Cáceres (peruana). Estudió la escuela primaria en su ciudad natal hasta que en 1888 la familia decide mudarse a Costa Rica, donde el padre tenía algunas propuestas de trabajo, y culmina la secundaria en el Liceo Elemental de San José. A los dieciocho años regresó a Europa para estudiar en el Instituto Técnico de Milán, despuntando especialmente en el dibujo.
En 1904 se muda a Quito por pedido de su padre, donde conoció y se casó con la dama Rosa Palacios y Alvarado. Tuvieron tres hijas, Gemma, Yolanda y Josefina, y un hijo, Juan Manuel.
En un segundo compromiso con Dora María Ramírez Miño tuvo dos hijos más: Pedro Manuel Durini y Teresa Durini.
Luego de una fructífera carrera, y de haberse convertido en uno de los arquitectos más respetados del país, muere el 26 de septiembre de 1970, a la avanzada edad de noventa años.

## Trabajo
En 1902 su padre y su tío Francisco se mudan a la ciudad de Quito, capital de Ecuador, y poco tiempo después se contactan con él para solicitarle que su ayuda con el ambicioso proyecto de levantar el Monumento a los Héroes del 10 de agosto, en cuya licitación convocada por el gobierno estaban participando. El joven Francisco arriba a Quito en enero de 1904 y desde entonces se hace cargo del proyecto, cuyos bocetos fueron presentados al Comité del Centenario en el mes de marzo, adjudicándoselos el 6 de mayo de ese mismo año por una suma de 8750 pesos.
En 1905 forma junto a su padre y su hermano Pedro la compañía "L. Durini e Hijos", bajo cuyo nombre serían presentados la mayoría de proyectos futuros. En el mes de marzo año gana la licitación para la construcción del Palacio Legislativo, sobre la calle Espejo del Centro Histórico de Quito, pero la caída del gobierno de Lizardo García impidió el inicio de la obra de forma indefinida, hasta que finalmente el proyecto del gran palacio de estilo neobarroco fue totalmente abandonado. En abril se presenta a la licitación del proyecto de un monumento a Juan Montalvo, en la ciudad de Ambato, presentando además un proyecto integral del parque con cerramientos y jardines, motivo por el que ganó el concurso, cobrando la suma de 46090 pesos.
Su primer fracaso económico lo tendría con la construcción del Mercado de San Blas, en el sector que entonces se ubicaba al extremo norte de Quito, pues debido a la falta de materiales adecuados debió hacer algunas reformas que finalmente debieron salir de su bolsillo para entregar a tiempo el edificio, el 5 de noviembre de 1906. En mayo de 1907 entregaría a la ciudad un palacete construido para Ramón Barba Naranjo, uno de los primeros en la ciudad con todo el confort de la modernidad eléctrica y de servicios sanitarios; allí Barba inauguró el Grand Hotel Europa, famoso por su patio interior techado con una estructura de vidrio.
Su padre Lorenzo enfermó y regresó a Suiza, donde murió pocos meses después, por lo que no pudo ver concluida su obra del Monumento a la Independencia; así que fueron Francisco y su hermano Pedro quienes terminaron de construirlo, siendo inaugurado con toda la pomposidad del caso el 10 de agosto de 1906 por el presidente Eloy Alfaro y miembros de los cuerpos diplomáticos de todo el mundo asentados en el país. Ese mismo año dibujó dos bocetos para el concurso organizado por la municipalidad de Guayaquil, que deseaba levantar la Columna a los próceres del 9 de octubre en el parque centenario; lamentablemente tenía tanto trabajo que no entregó las propuestas a tiempo. El mismo destino tuvo la propuesta que deseaba presentar para el Monumento al Mariscal Sucre, del cabildo quiteño.
En junio de 1907 insistió ante el Comité guayaquileño, enviando sus bocetos, cálculos y dibujos, comprometiéndose a armar la columna completa. El Comité ya había concedido el contrato a Agustín Querol, pero este falleció inesperadamente en diciembre de 1909. De allí en adelante sus representantes intentaron un acercamiento con "L. Durini e Hijos”, para el montaje y construcción de los cimientos de la obra, sin resultado favorable. Finalmente el monumento guayaquileño se inauguró en 1918.
En 1908 firmó con el Municipio de Quito el rediseño de la Plaza Grande, con una verja de hierro forjado y cuatro puertas monumentales de piedra tallada, que había empezado a bocetear su padre antes de morir, las bancas de metal del interior y el diseño de los jardines. La obra, contratada por 4650 pesos, fue entregada el 1 de enero de 1910.
En 1912 inició la construcción de un elegante pasaje comercial entre las calles García Moreno y Venezuela, del Centro Histórico. La estructura fue inaugurada en 1914 con el nombre de Pasaje Royal, convirtiéndose en uno de los edificios más hermosos de la ciudad, centro de reunión de la élite capitalina y donde los hermanos Durini establecieron sus oficinas.
Los últimos años de su profesión los dedicó a construir mansiones y palacios para la aristocracia quiteña, al igual que varios mausoleos familiares y personales en varias ciudades del país, pero especialmente en el Cementerio de San Diego, en Quito.

### Proyectos construidos
Cronológicamente hablando, estos fueron sus trabajos más importantes y significativos:
- Monumento a Juan Montalvo, Ambato (1905)
- Cerramiento y jardines del parque Juan Montalvo, Ambato (1905)
- Mercado de San Blas, Quito (1906)
- Palacete Barba - Grand Hotel Europa, Quito (1907)
- Monumento a la Independencia, Quito (1906)
- Quinta El Placer, Quito (1907)
- Panteón Municipal, Ambato (1908)
- Pabellón de Estados Unidos para la Exposición Nacional, Quito (1909)
- Pedestal para la estatua del Mariscal Sucre (1909)
- Cerramiento y jardinería de la Plaza Grande, Quito (1910)
- Inicio de obras del Sanatorio Rocafuerte - Antiguo Hospital Militar, Quito (1911)
- Monumento a Pedro Vicente Maldonado, Riobamba (1911)
- Rediseño del entorno urbano del Parque Central, Riobamba (1911)
- Pasaje Royal, Quito (1914)
- Casa Saenz Merino, Quito (1914) Casona D'Alameda
- Palacete Pérez-Pallares (1915)
- Monumento a Vicente León, Latacunga (1920)
- Monumento a los Héroes Ignotos de América, Quito (1921)
- Edificio del Banco Central, Quito (1922)
- Palacio de Najas, Quito (1923)
- Villa Helvetia, Quito (1923)
- Compañía de Préstamos y Construcciones, Quito (1923)
- Palacio del Antiguo Círculo Militar, Quito (1925)
- Villa Italia, Quito (1925)
- Palacete Villagómez - Fundación Hallo, Quito (1932)
- Palacio Landázuri, Quito (1935)
- Capilla de las Ánimas de La Providencia, Quito (1937)

### Proyectos sin realizarse
Estos son los más importante proyectos diseñados por Francisco Durini, pero que por diferentes motivos no llegaron a ser construidos:
- Apoteosis de la independencia mexicana (1900)
- Palacio Legislativo Nacional, Quito (1905)
- Columna a los próceres del 9 de octubre, Guayaquil (1906)
- Monumento al Mariscal Sucre, Quito (1906)
- Palacio Municipal, Quito (1909)
- Palacio de la Gobernación del Guayas, Guayaquil (1919)
- Plaza de Toros, Quito (1930)